# Военно-воздушные силы Джибути
Военно-воздушные силы Джибути (фр. Force Aérienne du Djibouti (FAdD), сомал. Ciidanka Cirka Jabuuti) — авиационные соединения армии Джибути.

## История
Созданы как часть вооружённых сил Джибути после обретения страной независимости 27 июня 1977 года. Первоначально включали в себя три транспортных самолета Nord N.2501 Noratlas и вертолёты Allouette II, предоставленные Францией.
В 1982 году Военно-воздушные силы Джибути пополнились двумя вертолётами Aerospatiale AS.355F Ecureuil II и самолётом Cessna U206G Stationair. В 1985 году был приобретён Cessna 402C Utiliner. В 1985 году вертолёты Allouette II были выведены из эксплуатации и выставлены для демонстрации на авиабазе Амбули. Два года спустя три самолета N.2501 Noratlas возвращены во Францию. В 1991 году куплен Cessna 208 Caravan. С девяностых годов начались закупки советской авиатехники: были приобретены четыре вертолёта Ми-2, шесть Ми-8 и два Ми-17, один транспортный самолёт Ан-28.
В 2005 году в Белоруссии были куплены два боевых вертолёта Ми-24.
Обучение пилотов проводится во Франции. Потребность в новых лётчиках невелика, в ВВС Джибути служат всего 250 человек. 
Не имеют отдельных частей в армии, единственная база ВВС — Амбули.

## Авиапарк
|           | Тип                | Назначение                  | Кол-во   | Примечания                                                                              |
| Самолёты  | Самолёты           | Самолёты                    | Самолёты | Самолёты                                                                                |
| --------- | ------------------ | --------------------------- | -------- | --------------------------------------------------------------------------------------- |
|           | Cessna 208 Caravan | Лёгкий транспортный самолёт | 1        |                                                                                         |
|           | MA600H-500         | Транспортный самолёт        | 1        |                                                                                         |
| Вертолёты |                    |                             |          |                                                                                         |
|           | Ми-8 Ми-17         | Многоцелевой вертолёт       | 2        | На Ми-8 (б/н J2-MAS) в 2007 году проведён капремонт, на Ми-17 (б/н J2-MAW) в 2011 году. |
|           | Ми-24              | Ударный вертолёт            | 2        |                                                                                         |
|           | AS.355             | Транспортный вертолёт       | 1        |                                                                                         |
|           | AS.565             | Многоцелевой вертолёт       | 4        |                                                                                         |

Ранее в ВВС Джибути использовали следующую технику: CASA C-212 Aviocar, Cessna 206, Cessna 402, Ан-28, Let L-410 Turbolet, Dassault Falcon 20, Dassault Falcon 50, SOCATA Rallye, Boeing 737, Boeing 727, Ми-2, Bell 412.

## Опознавательные знаки

Опознавательный знак ВВС Джибути
Знак на киль